# لوسین فاوره
لوسین فاوره (فرانسوی: Lucien Favre‎؛ زادهٔ ۲ نوامبر ۱۹۵۷) بازیکن پیشین و مربی کنونی فوتبال اهل سوئیس است. 
از باشگاه‌هایی که در آن بازی کرده‌است می‌توان به سروت ۱۸۹۰، تولوز اشاره کرد.
وی همچنین در تیم ملی فوتبال سوئیس ۲۴ بازی انجام داده و در فصل ۱۹۸۲–۸۳ بازیکن سال کشور سوئیس انتخاب شده‌است.

## پیشینه
او فوتبال را در سال ۱۹۷۶ و در تیم فوتبال اف سی اشالنس در فوتبال سوییس آغاز کرد و مدت سه فصل دراین تیم توپ زد و سپس یک فصل در تیم لوزانو اسپورت سوییس به کار خود ادامه داد که سرانجام در فصل۹۰/۹۱ در تیم باشگاه فوتبال سروت ۱۸۹۰به کار خود پایان داد. او در بین سال‌های ۷۶ تا ۹۱ در ۶ تیم عضویت داشت و برای آن‌ها به میدان می‌رفت که تنها در فصل ۸۴/۸۵ در تیم باشگاه فوتبال سروت ۱۸۹۰ توانست به عنوان بازیکن قهرمان لیگ سوییس شود.

## دوران مربی‌گری

### بروسیا دورتموند
فاوره در ۲۲ می ۲۰۱۸ با قراردادی دو ساله تا پایان ژوئن ۲۰۲۰ به عنوان سرمربی بروسیا دورتموند انتخاب شد. در اولین فصل حضورش در این تیم به اولین سرمربی دورتموند تبدیل شد که در ۱۵ بازی اول خود در بوندس‌لیگا شکست‌‌ناپذیر بوده است. این بازی‌ها شامل پیروزی ۴-۱ مقابل لایپزیگ، پیروزی ۷-۰ مقابل نورنبرگ و همچنین پیروزی ۴-۰ برابر اتلتیکو مادرید می‌شود. فاور با بروسیا دورتموند توانست در ۳ آگوست ۲۰۱۹ پیروز سوپر جام فوتبال آلمان ۲۰۱۹ شود. در ژوئن ۲۰۱۹، قرارداد فاوره با این تیم به مدت یک فصل دیگر تا پایان ژوئن ۲۰۲۱ تمدید شد. وی در ۱۳ دسامبر ۲۰۲۰، پس از کسب نتایج ضعیف و در نهایت شکست خانگی ۵-۱ برابر تیم اشتوتگارت برکنار شد.